# مارک الیس (بازیکن فوتبال، زاده۱۹۶۲)
مارک الیس (انگلیسی: Mark Ellis؛ زادهٔ ۶ ژانویهٔ ۱۹۶۲) بازیکن فوتبال اهل بریتانیا است.
از باشگاه‌هایی که در آن بازی کرده‌است می‌توان به باشگاه فوتبال برادفورد سیتی اشاره کرد.